# Heo Nam-jun
Heo Nam-jun (hangul: 허남준; nascido em 9 de junho de 1993) é um ator sul-coreano. Ele é mais conhecido por seus papéis em Your Honor (2024) e When the Phone Rings (2024–2025).

## Carreira
Antes de sua estreia, Heo estudou na Universidade de Sungkyunkwan e se formou em atuação.
Heo estreou em 2019 com o filme Like the First (2019).  
Mas sua primeira aparição em dramas foi em Missing: The Other Side (2020) da OCN. No início de sua carreira, ele desempenhou papéis coadjuvantes em dramas como Snowdrop (2021); The Matchmakers (2023); Sweet Home (2023–2024); e The Impossible Heir (2024). Também atuou em filmes como Night in Paradise (2020), Double Patty (2021) e I, the Executioner (2024). Em 2024, foi indicado ao prêmio de Melhor Novo Ator pelo APAN Star Awards por sua atuação em Sweet Home. 
Em 2024, Heo interpretou um gangster de sangue frio e assassino chamado Kim Sang-hyuk (filho mais velho do personagem de Kim Myung-min, interpretado por Kim Kang-heon) em Your Honor, um papel que lhe rendeu grande atenção do público. 

No mesmo ano, ele interpretou Ji Sang-woo, um psiquiatra e YouTuber de bom coração, especializado em casos não resolvidos, em When the Phone Rings. 

O drama foi um sucesso comercial e recebeu críticas positivas.
Heo também recebeu o prêmio de Melhor Novo Ator do MBC Drama Awards de 2024 por sua atuação no drama.
Heo foi escalado para o drama da TvN, When the Stars Gossip (2025), transmitido pela primeira vez em 4 de janeiro de 2025.

## Filmografia

### Filmes
| Ano  | Título             | Papel                             | Ref.  |
| ---- | ------------------ | --------------------------------- | ----- |
| 2019 | Like the First     | Gerente Joo                       | [ 2 ] |
| 2020 | Night in Paradise  | 2º Subordinado do presidente Yang | [ 1 ] |
| 2021 | Double Patty       | N/D                               | [ 1 ] |
| 2024 | I, the Executioner | Detetive Especial                 | [ 1 ] |

### Dramas televisivos
| Year      | Title                   | Role                    | Note                  | Ref.          |
| --------- | ----------------------- | ----------------------- | --------------------- | ------------- |
| 2020      | Missing: The Other Side | Go Bong-hwan            | Participação especial | [ 1 ] [ 13 ]  |
| 2021      | Snowdrop                | Oh Gwang-tae            |                       | [ 14 ] [ 15 ] |
| 2023      | The Matchmakers         | Jeong Sun-gu            |                       | [ 1 ] [ 16 ]  |
| 2023–2024 | Sweet Home              | Sargento Kang Seok-chan | Temporada 2 e 3       | [ 16 ] [ 1 ]  |
| 2024      | The Impossible Heir     | Ha Myeong-jin           |                       | [ 17 ] [ 18 ] |
| 2024      | Your Honor              | Kim Sang-hyeok          |                       | [ 1 ] [ 19 ]  |
| 2024–2025 | When the Phone Rings    | Ji Sang-woo             |                       | [ 1 ] [ 20 ]  |
| 2025      | When the Stars Gossip   | Lee Seung-joon          |                       | [ 21 ]        |

### Aparições em videoclipes
| Ano  | Título da música     | Artista | Ref.   |
| ---- | -------------------- | ------- | ------ |
| 2025 | "Never Ending Story" | IU      | [ 22 ] |

## Prêmios e indicações
| Cerimônia de Premiação | Ano  | Categoria                       | Indicação/Trabalho      | Resultado | Ref.          |
| ---------------------- | ---- | ------------------------------- | ----------------------- | --------- | ------------- |
| APAN Star Awards       | 2024 | Melhor Novo Ator                | Sweet Home e Your Honor | Indicado  | [ 3 ] [ 23 ]  |
| MBC Drama Awards       | 2024 | Melhor Novo Ator                | When the Phone Rings    | Venceu    | [ 10 ] [ 24 ] |
| Baeksang Arts Awards   | 2025 | Melhor Novo Ator – Broadcasting | Your Honor              | Indicado  | [ 25 ]        |

## Links externos
- Heo Nam-jun. no IMDb.
- Heo Nam-jun (em inglês) no HanCinema